# Stal Altschewsk
Der FK Stal Altschewsk (russisch ФК Сталь Алчевск) ist ein ukrainischer Fußballverein aus Altschewsk. Der 1935 gegründete Verein spielt in der zweiten ukrainischen Fußballliga, der Perscha Liha.

## Geschichte
Der Verein wurde im Jahre 1935 gegründet. Nach dem Zerfall der Sowjetunion und der damit verbundenen Unabhängigkeit der Ukraine begann Stal Altschewsk in der zweitklassigen Perscha Liha zu spielen. Nach neun Spielzeiten in der zweiten Liga gelang 2000 als Tabellenzweiter der Aufstieg in die Premjer-Liha, die höchste Liga im ukrainischen Fußball, aus der der sofortige Abstieg folgte. Vier Spielzeiten benötigte der Verein, um erneut erstklassig zu spielen, als mit dem Gewinn der Meisterschaft in der Perscha Liha 2005 der zweite Aufstieg in die Premjer-Liha gelungen ist. Nach zwei Jahren rutschte das Team wieder in die Zweitklassigkeit ab. In der Saison 2012/13 erreichte der FK Stal den zweiten Platz in der Perscha-Liha und sollte daher in der Spielzeit 2013/14 wieder erstklassig spielen, wurde aber für die höchste ukrainische Spielklasse nicht zugelassen und verbleibt somit zweitklassig.

## Stadion
Der FK Stal Altschewsk trägt seine Heimspiele im Stal-Stadion aus, das für 9.200 Zuschauer Platz bietet.

## Erfolge
- Meister der Perscha Liha: 2005

## Trainer
- Anatolij Konkow (2000–2002)
- Ton Caanen (2006–2007)